# Madill (Oklahoma)
Madill es una ciudad ubicada en el condado de Marshall en el estado estadounidense de Oklahoma. En el año 2010 tenía una población de 	3770 habitantes y una densidad poblacional de 496,05 personas por km².

## Geografía
Madill se encuentra ubicada en las coordenadas 34°5′29″N 96°46′25″O / 34.09139, -96.77361 (34.091261, -96.773565).

## Demografía
Según la Oficina del Censo en 2000 los ingresos medios por hogar en la localidad eran de $22,457 y los ingresos medios por familia eran $26,892. Los hombres tenían unos ingresos medios de $22,420 frente a los $18,203 para las mujeres. La renta per cápita para la localidad era de $12,614. Alrededor del 26.1% de la población estaban por debajo del umbral de pobreza.